# Francisco Belo
Francisco Miguel Pereira Boavida Pires Belo (né le 27 mars 1991 à Castelo Branco) est un athlète portugais, spécialiste du lancer de poids et du lancer de disque.

## Carrière
Il est étudiant à l'université de Lisbonne.
Il termine sur le podium de la Coupe d'Europe des lancers 2017 à Las Palmas, en 20,52 m, son record personnel. Le 4 février 2017, un mois auparavant, il avait porté son record en salle à 20,35 m, à Oeiras (Jamor), puis battu à Leiria, en 61,55 m, le record national du disque. En tant que junior, son record est de 18,16 m avec un poids de 6 kg à Moncton en 2010.
Le 10 juillet 2017, il porte son record à 20,85 m à Biberach.
Le 23 août 2017, il décroche la médaille d'or de l'Universiade à Taipei avec 20,86 m, record personnel amélioré de 1 cm.
Le 11 juin 2017, il bat son record national du disque en 62,01 m à Vagos.

## Palmarès
| Date | Compétition                    | Lieu     | Résultat | Épreuve | Marque  |
| ---- | ------------------------------ | -------- | -------- | ------- | ------- |
| 2015 | Universiade                    | Taipei   | 12e      | Poids   | 17,06 m |
| 2015 | Universiade                    | Taipei   | 13e      | Disque  | 52,40 m |
| 2017 | Universiade                    | Taipei   | 1er      | Poids   | 20,86 m |
| 2017 | Universiade                    | Taipei   | 5e       | Disque  | 59,78 m |
| 2019 | Championnats d'Europe en salle | Glasgow  | 4e       | Poids   | 20,97 m |
| 2021 | Championnats d'Europe en salle | Toruń    | 4e       | Poids   | 21,28 m |
| 2021 | Coupe d'Europe des lancers     | Split    | 2e       | Poids   | 20,47 m |
| 2021 | Coupe d'Europe des lancers     | Split    | 21e      | Disque  | 55,84 m |
| 2022 | Championnats du monde en salle | Belgrade | 15e      | Poids   | 19,87 m |

## Records
| Épreuve         | Épreuve   | Marque  | Lieu    | Date        |
| --------------- | --------- | ------- | ------- | ----------- |
| Lancer du poids | Plein air | 20,97 m | Šamorín | 9 mars 2019 |
| Lancer du poids | En salle  | 21,28 m | Toruń   | 5 mars 2021 |